# Condreu
Condreu és un indret del terme municipal de Gavet de la Conca, a l'antic terme de Sant Salvador de Toló, al Pallars Jussà, en territori de Sant Salvador de Toló.
És situat a ponent del poble de Sant Salvador de Toló, a migdia de la carretera, entre els punts quilomètrics 1 i 2 de la carretera L-912. És al sud-oest del Serrat del Patxot i al nord de Presquiró, a la dreta del barranc de la Rovira.
Té la partida de Valiris al seu costat sud-est.